# Physical Chemistry Chemical Physics
Physical Chemistry Chemical Physics è una rivista accademica che si occupa di chimica fisica.
Nel 2014 il fattore d'impatto della rivista era di 4,493.